# 1948年の政治
1948年の政治（1948ねんのせいじ）では、1948年（昭和23年）の政治分野に関する出来事について記述する。

## できごと

### 1月
- 1月1日
  - イタリア共和国憲法施行。
  - 関税および貿易に関する一般協定 (GATT) 発効[1]。
  - ベネルクス関税同盟が発効[2]。
- 1月4日 - イギリスからビルマが独立。
- 1月6日
  - 中央公職適否審査委員会、平野力三前農相の第2回資格審査。
  - ケネス・クレイボーン・ロイヤル米陸軍長官が「日本を共産主義に対する防壁にする」と声明。
- 1月9日 - 中央公職適否審査委員会、平野前農相の第3回資格審査。平野前農相を追放非該当に決定。
- 1月13日 - 中央公職適否審査委員会、平野前農相の資格再審査で追放該当の票決。
- 1月16日 - 日本社会党第3回全国大会（党大会）。
- 1月21日
  - 第2回通常国会開会。
  - 松本治一郎参議院副議長が、国会開会式で天皇に対し拝謁を拒否（カニの横ばい拒否事件）。
  - 中華民国で第1回立法委員選挙開始。23日までの3日間が投票日とされた。
- 1月22日 - アーネスト・ベヴィン英国外相、下院で演説。「西欧連合 (Western Union) 」の結成を提唱[3]。
- 1月30日 - 臨時閣議で一松定吉厚相が第3次補正予算案否決の場合の内閣総辞職を主張。
- 1月31日 - マラヤ連邦成立。
- 1月 - 不当財産取引調査特別委員会で自由党委員から昭和電工の不正について発言（昭和電工事件）

### 2月
- 2月4日 - セイロン（現在のスリランカ）がイギリス連邦内のドミニオン（自治領）として独立。
- 2月5日
  - 平野前農相の公職追放決定。
  - 衆議院予算委員会、補正予算案撤回動議が可決。
- 2月6日 - 政府、補正予算案の撤回を閣議決定。
- 2月9日
  - 片山内閣、臨時閣議で総辞職を決定。
  - 商工大臣官邸で水谷長三郎、浅沼稲次郎、米窪満亮、鈴木茂三郎、加藤勘十、野溝勝らが集まり片山内閣の総辞職と左右両派の一本化で合意。
- 2月10日
  - チャールズ・ケーディスGHQ民政局次長、記者会見で社会、民主、国協三党連立維持を支持する意向を明らかにする。
  - 片山哲首相、総辞職の談話を発表。
  - ソ連でジダーノフ批判始まる。
- 2月11日 - 地方自治体警察発足。
- 2月12日 - 極東委員会が日本非武装化指令を採択。
- 2月15日 - 司法省が廃止され、法務庁が設置。
- 2月16日 - 朝鮮民主主義人民共和国樹立宣言。
- 2月18日 - 民主党、民主党首班を前提に、10項目の政策協定要綱試案を提示。自由党はこれを拒否。
- 2月20日 - 民主党内保守派の斎藤隆夫党最高顧問ら「太陽会」、党執行部の反対声明を発表。

- 2月21日

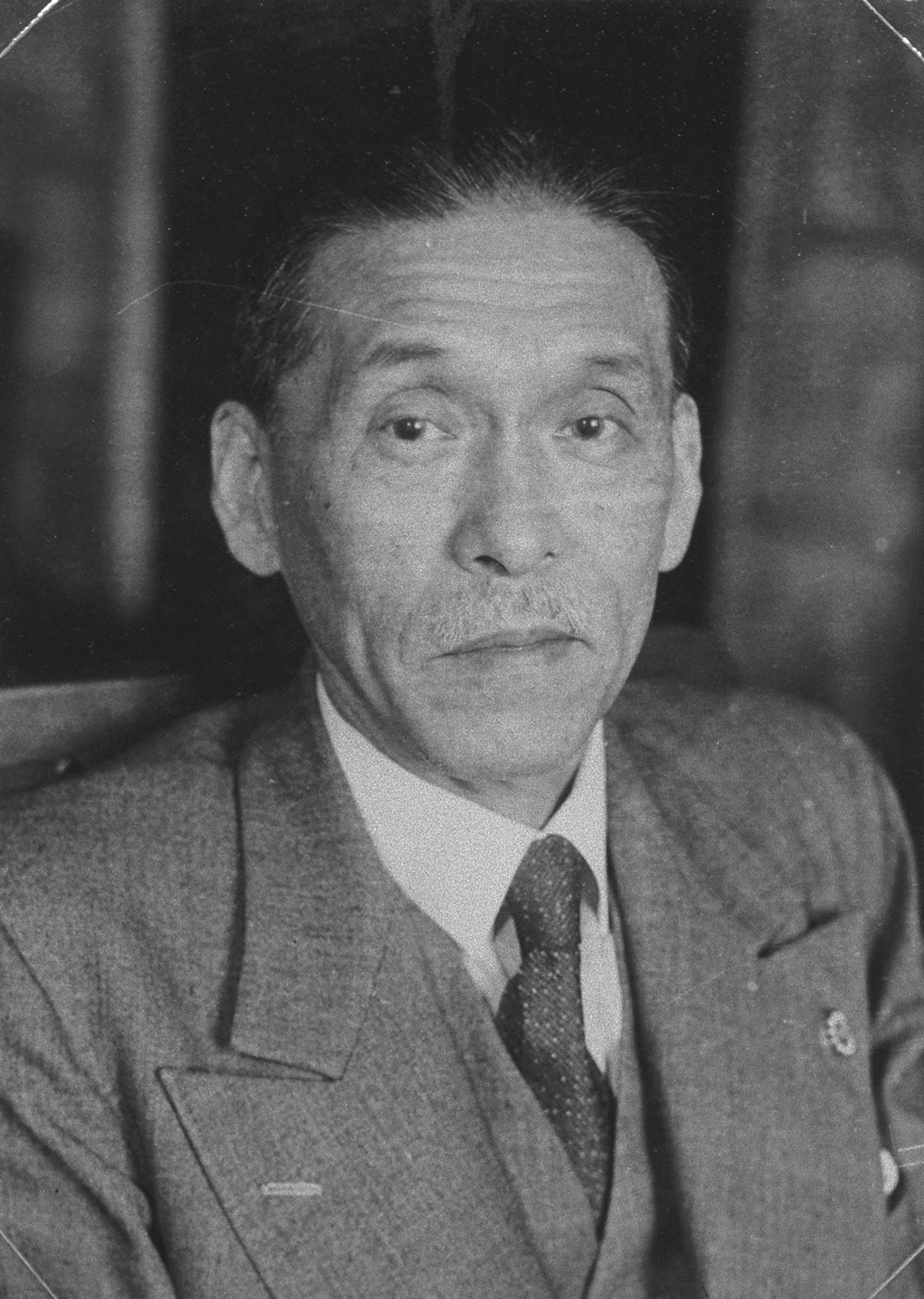
民主党総裁の芦田均が内閣総理大臣に指名される。芦田は戦前軍部に抵抗したリベラリストであり、外交官出身の国際派であった。中道政治を標榜するが、政権の「たらい回し」を批判され、さらに内閣は昭電事件で倒れた。

  - 鈴木茂三郎社会党政調会長、中執委に政策を提出、中執委で民主党に提示が決定。
  - 中執委で片山委員長、首班指名選挙に不出馬を表明。
  - 中執委19対10票で芦田首班に投票が決定。
  - 民主党内保守派、太陽会の9名が脱党し無所属に、さらに1名が脱党し同志クラブへ入党する。
  - 首班指名選挙で衆議院は芦田均民主党総裁を、参議院は吉田茂自由党総裁をそれぞれ指名する。
  - 両院協議会が開催されるが、結論が出ず、憲法の規定（衆議院の優越）により、衆議院の議決により芦田均の首班指名が決定。
- 2月23日 - 松岡駒吉衆議院議長が首相指名について衆議院の優越を宣告。
- 2月24日 - 芦田首相、片山前首相（社会党委員長）、三木武夫国協党委員長を訪問。
- 2月25日
  - 芦田首相、吉田自由党総裁を訪問。
  - 自由党、正式に四党連立内閣参加を拒否。
  - 芦田首相、組閣方針を当初の社会、民主、国協の三党連立に切り替える。
  - チェコスロバキアで、ソ連の後ろ盾を受けた共産主義勢力によるクーデターが成功（勝利の2月）[4]。

### 3月

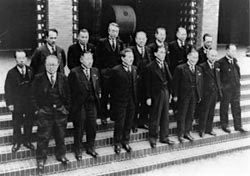
芦田内閣　前列左より水谷商工相、竹田厚相、西尾副総理、芦田首相、一松国務相、苫米地官房長官、北村蔵相、後列左より冨吉逓相、加藤労相、岡田運輸相、永江農相、栗栖安本総務長官、野溝国務相、森戸文相、船田国務相

- 3月3日 - 社会、民主、国協三党が政策協定合意。
- 3月7日
  - 国家消防庁設置。
  - 新警察制度発足。
- 3月10日
  - 芦田内閣成立。
  - チェコスロバキアのヤン・マサリク外相、外務省の中庭で不審死。
- 3月15日 - 日本自由党と民主党脱党派の民主クラブが合流し、民主自由党結成。総裁に吉田茂。
- 3月17日 - イギリス、オランダ、フランス、ベルギー、ルクセンブルクにより、ソビエト連邦に対抗するブリュッセル条約締結（NATOの前身）[5]。
- 3月20日 - シンガポールで初の選挙。
- 3月31日 - 米連邦議会下院で16か国に対する53億ドルの支援を含む対外援助法案（マーシャル・プラン）可決[6]。

### 4月
- 4月2日 - 米連邦議会上下両院、対外援助法調整案を採決[7]。上院が口頭採決で賛成多数。下院が賛成318票、反対75票[8]。
- 4月3日 - トルーマン米大統領が対外援助法（マーシャル・プラン）に署名[9]。
- 4月7日 - 世界保健機関 (WHO) 設立。
- 4月9日 - コロンビアでホルヘ・エリエセル・ガイタンが暗殺され、ボゴタ暴動の原因となる。
- 4月16日 - 第3回欧州復興会議をパリで開催。欧州経済協力委員会 (CEEC) 参加16ヶ国及び西部ドイツ、欧州経済協力機構 (OEEC) 条約に調印[10]。
- 4月18日 - イタリアで総選挙実施。キリスト教民主党が勝利[11]。
- 4月19日 - ビルマが国際連合に加盟。
- 4月27日 - 衆議院不当財産取引調査特別委員会で昭和電工の復金融資を巡る贈収賄が問題化。

### 5月
- 5月1日
  - 海上保安庁設置。
  - 軽犯罪法公布（施行2日）。
  - 東京消防庁独立。
- 5月10日 - 石炭庁発足。
  - 中華民国で動員戡乱時期臨時条款施行。

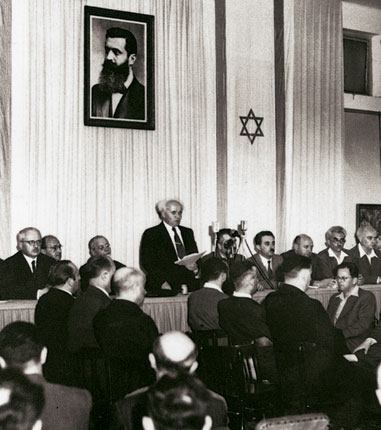
イスラエル建国を宣言するベン＝グリオン首相

- 5月11日 - ルイージ・エイナウディがイタリア大統領に就任。
- 5月14日
  - ダヴィド・ベン＝グリオン首相がテルアビブでイスラエルの独立を宣言。
  - アラブ連盟がイスラエルに宣戦を布告し、第一次中東戦争が始まる。
- 5月15日 - アラブ連盟がパレスチナに侵攻。
- 5月16日 - ハイム・ヴァイツマンが初代イスラエル大統領に就任。
- 5月18日 - 第1回中華民国立法院が南京で召集、開会。
- 5月20日 - 蔣介石が初代総統に就任し、中華民国政府成立。
- 5月23日 - 長春包囲戦。
- 5月25日 - 警視庁捜査二課、昭和電工本社を家宅捜索。
- 5月28日 - ダニエル・フランソワ・マランが南アフリカ連邦首相に就任。

### 6月
- 6月 - 国際連合の仲介で、中東戦争休戦。
- 6月1日 - 不当財産取引調査特別委員会で西尾末広国務相・副総理、土木業者からの献金50万円について追及される。
- 6月20日 - ドイツの米英仏占領区域（ベルリンを除く）で通貨改革を実施。ライヒスマルクに替えて、ドイツ・マルクを導入[12]。
- 6月23日 - 日野原節三昭和電工社長を逮捕。
- 6月24日 - 野党、西尾国務相不信任案を上程（不信任案は209票対178票で否決）。
- 6月28日 - ユーゴスラビアがコミンフォルムから除名。

### 7月
- 7月1日 - 水産庁発足。
- 7月6日 - 西尾末広国務相、辞任。
- 7月10日 - 建設省発足。
- 7月20日 - 李承晩が大韓民国初代大統領に当選。
- 7月22日 - マッカーサー元帥が争議禁止のための公務員法改正を要請。
- 7月26日 - トルーマン米大統領が、軍における人種差別を禁止する大統領令に署名。
- 7月29日 - 政治資金規正法公布施行。
- 7月30日 - マッカーサー元帥書簡による政令201号を公布実施。公務員の争議権・団体交渉権を否認。

### 8月
- 8月15日 - 大韓民国樹立宣言。
- 8月31日 - アンドレイ・ジダーノフソ連共産党幹部会員・書記急死。
- 8月末 - 日野原節三、栗栖赳夫蔵相に贈賄の事実を認め、事件の全貌を自供。

### 9月

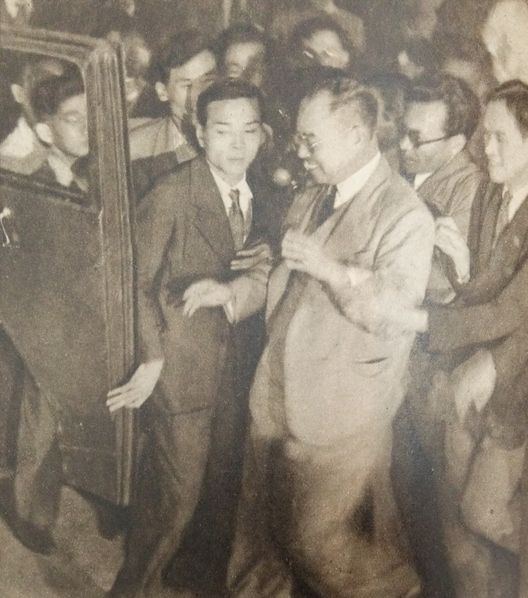
検察庁へ引致される栗栖赳夫安本総務長官。

- 9月5日 - ロベール・シューマンがフランス首相就任。
- 9月9日 - ソ連、朝鮮の占領を終結。朝鮮民主主義人民共和国成立。
- 9月 - 重政誠之元農林次官、松岡松平元自由党総務を逮捕。
- 9月13日 - 福田赳夫大蔵省主計局長を逮捕。
- 9月18日 - 大野伴睦民主自由党顧問を逮捕。
- 9月30日 - 栗栖赳夫経済安定本部総務長官と二宮善基興業銀行副総裁を逮捕。

### 10月
- 10月6日 - 西尾末広前副総理（社会党書記長）を逮捕。
- 10月7日
  - 芦田内閣総辞職。
  - 山口喜久一郎民自党副幹事長、GHQが芦田内閣の後継に山崎猛民自党幹事長を首班とする挙国一致連立内閣を希望していると発言（いわゆる「山崎首班問題」）。
- 10月 - 民主自由党内では山口、星島二郎らが山崎首班に同調。
- 10月 - 吉田総裁の進退問題に関する民自党総務会で田中角栄の発言がきっかけになり、吉田首班が党議決定。
- 10月11日 - 第3臨時国会召集。
- 10月13日
  - 民主党代議士会、次期内閣総理大臣に山崎民自党幹事長を推薦することを党議決定[13]。
  - 山崎民自党幹事長と益谷秀次が会談。
- 10月14日
  - 竹田儀一民主党幹事長、山崎民自党幹事長を訪問し、首班指名選挙への立候補を打診。
  - 山崎民自党幹事長、議員辞職。
  - 首班指名選挙で吉田茂民主自由党総裁が内閣総理大臣に指名される。
- 10月19日 - 第2次吉田内閣成立。

### 11月
- 11月1日 - 教育委員会発足。
- 11月2日 - 米国大統領選挙、トルーマン大統領が当選。
- 11月12日 - 極東国際軍事裁判が結審する。東條英機元首相らA級戦犯7名が死刑、無期禁固16名、有期禁固2名、免訴3名。
- 11月30日 - 公務員法改正成立。

### 12月
- 12月1日
  - 第4回通常国会召集。
  - コスタリカで軍隊を廃止。
- 12月2日 - 労働者農民党結成。
- 12月3日 - 国家公務員法改正公布施行、公務員の罷業禁止。
- 12月7日 - 昭和電工事件で芦田均元首相らを逮捕。
- 12月8日 - 人事院発足。
- 12月10日 - 国際連合が世界人権宣言を採択。
- 12月13日 - 泉山三六蔵相が院内で泥酔し、婦人議員に抱きつき接吻しようとする（国会キス事件）。
- 12月14日 - 泉山蔵相、引責辞任。衆議院議員も辞職する。
- 12月22日 - 追加予算成立。
- 12月23日
  - 内閣不信任案可決、衆議院解散（馴れ合い解散）。
  - 巣鴨プリズンで東條英機元首相ら死刑囚7名に絞首刑執行。
- 12月24日 - GHQ、岸信介・安倍源基ら戦犯容疑者17名の釈放を発表。
- 12月26日 - ソビエト連邦軍、北朝鮮から撤兵完了。
- 12月末 - 吉田首相と犬養健民主党総裁が極秘会談。総選挙後、保守連立政権樹立で合意。